# Algo pasa con Ana
Algo pasa con Ana es un programa español de telerrealidad basado en la vida de Ana Obregón. Está producido por Globomedia y se emitió en DKiss desde el 16 de octubre hasta el 4 de diciembre de 2016. Debido a los bajos índices de audiencia que cosechó en su primera temporada, la cadena decidió no renovar el programa por una segunda temporada.

## Desarrollo
Algo pasa con Ana, el anunciado y esperado programa de la actriz y presentadora Ana Obregón por fin llega a la parrilla de DKISS. En él, la divertida y espontánea Ana nos abrirá las puertas de su casa para mostrarnos su vida cotidiana acompañada de su círculo más cercano entre los que se encuentran su hijo Álex, su gran amigo Ra y hasta su expareja Alessandro Lecquio, que no han querido quedarse a un lado en su nuevo proyecto televisivo.
Ana Obregón, llega pisando fuerte al canal con un programa que revelará detalles de su vida que pocas veces ha mostrado al público, comenzando por todos los rincones de su casa. Su habitación, el baño, el salón, la zona para hacer yoga o el jardín, serán algunos de los lugares en donde la veremos en su día a día, sola o en compañía de su hijo, su adorable perro Luna o su íntimo amigo Ra que no se despega de ella bajo ninguna circunstancia.
Pero esto no es todo, son muchas las personas con las que la actriz comparte su vida, entre las que está su expareja y padre de su hijo, Alessandro Lequio. En este primer episodio, seremos testigos por ejemplo de la buena relación que mantienen ambos, quienes incluso compartirán con los espectadores de DKISS algunos de los vídeos caseros que grabaron hace años en cintas de vídeo junto a su hijo Álex y que nunca antes han visto la luz. Por si fuera poco, les veremos de nuevo juntos en la cena solidaria organizada por Alessandro Lequio Junior, con el fin de recaudar fondos para una asociación.

## Protagonistas

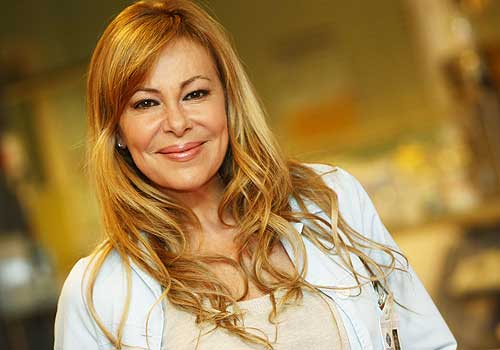
Ana Obregón durante la grabación de Hospital Central.

### Ana Obregón
Ana Obregón(Madrid, 1955), cuyo nombre real es Ana Victoria García Obregón, es una actriz, presentadora, cantante, bailarina, coreógrafa, guionista, licenciada en biología y escritora española conocida en el ámbito de la televisión, tanto en series de ficción como en programas y concursos televisivos. Desde hace décadas aparece con frecuencia en la prensa rosa española.

### Alessandro Lequio Junior
Alessandro Lequio García (Madrid, 1992-2020), más conocido como Álex Lequio, era el hijo del conde italoespañolAlessandro Lequio y la actriz española Ana Victoria García Obregón.

## Temporadas
| Temporada | Temporada | Episodios | Estreno               | Final                  | Audiencia media | Audiencia media | Audiencia media |
| Temporada | Temporada | Episodios | Estreno               | Final                  | Espectadores    | Cuota           |                 |
| --------- | --------- | --------- | --------------------- | ---------------------- | --------------- | --------------- | --------------- |
|           | 1         | 8         | 16 de octubre de 2016 | 4 de diciembre de 2016 | 97 250          | 0,5%            |                 |
| Total     | Total     | 8         | octubre de 2016       | diciembre de 2016      | 97 250          | 0,5%            |                 |

## Audiencias

### Temporada 1 (2016)
| N.º | Título                      | Estreno                 | Audiencia      |
| --- | --------------------------- | ----------------------- | -------------- |
| 01  | Mi familia y otros sofocos  | 16 de octubre de 2016   | 87 000 (0,4%)  |
| 02  | Capítulo 2                  | 23 de octubre de 2016   | 76 000 (0,4%)  |
| 03  | Atrapado por su pasado      | 30 de octubre de 2016   | 179 000 (1,1%) |
| 04  | En busca del sexo perdido   | 6 de noviembre de 2016  | 105 000 (0,6%) |
| 05  | Una vida de vértigo         | 13 de noviembre de 2016 | 88 000 (0,5%)  |
| 06  | En las llamas del amor      | 20 de noviembre de 2016 | 78 0000 (0,4%) |
| 07  | Programada para triunfar    | 27 de noviembre de 2016 | 59 000 (0,3%)  |
| 08  | Viaje al centro de Marbella | 4 de diciembre de 2016  | 106 000 (0,6%) |